# The Gray Race
The Gray Race ist das neunte Studioalbum der US-amerikanischen Rockband Bad Religion, das im Februar 1996 erschien.

## Entstehung und Veröffentlichung
Die Erstveröffentlichung von The Gray Race erfolgte am 27. Februar 1996 bei Atlantic Records. Das Album erschien in seiner Originalausführung als CD mit 16 Titeln (Katalognummer: 483652-9). Am 18. Oktober 2021 erschien es bei Epitaph Records erstmals als LP-Ausführung (Katalognummer: EPIT26996-4).
Das Album wurde im Herbst 1995 in New York City eingespielt. Geschrieben wurden alle Lieder größtenteils alleine von Bad-Religion-Mitglied Greg Graffin, beim Schreibprozess von vier Liedern wurde es von Bandkollegen Brian Baker unterstützt. Für die Produktion zeichneten alle Bandmitglieder, zusammen mit Ric Ocasek, verantwortlich. Auf diesem Album spielte erstmals nicht Gitarrist Brett Gurewitz, sondern Brian Baker, der während der Tour zu Stranger Than Fiction dazustieß. Die Platte wurde erstmals seit der Debüt-LP How Could Hell Be Any Worse? (Januar 1982) wirklich gemeinsam aufgenommen, zum Teil wegen der Kosten, zum anderen um nach Gurewitz’ Abgang ein Gefühl der Einigkeit herzustellen.

## Titelliste
1. The Gray Race – 2:06 (Graffin, Baker)
2. Them and Us – 2:50 (Graffin)
3. A Walk – 2:14 (Graffin)
4. Parallel – 3:19 (Graffin)
5. Punk Rock Song – 2:27 (Graffin)
6. Empty Causes – 2:51 (Graffin)
7. Nobody Listens – 1:57 (Graffin, Baker)
8. Pity the Dead – 2:56 (Graffin)
9. Spirit Shine – 2:11 (Graffin, Baker)
10. The Streets of America – 3:48 (Graffin, Baker)
11. Ten in 2010 – 2:22 (Graffin)
12. Victory – 2:36 (Graffin)
13. Drunk Sincerity – 2:13 (Graffin)
14. Come Join Us – 2:03 (Graffin)
15. Cease – 2:35 (Graffin)

## Singleauskopplungen
| Jahr | Titel                  | Höchstplatzierung, Gesamtwochen, AuszeichnungChartsChartplatzierungen (Jahr, Titel, , Platzierungen, Wochen, Auszeichnungen, Anmerkungen) | Anmerkungen                |
| Jahr | Titel                  | DE | Anmerkungen                |
| ---- | ---------------------- | --- | -------------------------- |
| 1996 | A Walk                 | — | Erstveröffentlichung: 1996 |
| 1996 | Punk Rock Song         | DE29 (21 Wo.)DE | Erstveröffentlichung: 1996 |
| 1996 | The Streets of America | — | Erstveröffentlichung: 1996 |
| 1996 | Ten in 2010            | — | Erstveröffentlichung: 1996 |

## Kommerzieller Erfolg

### Chartplatzierungen
| ChartsChartplatzierungen       | Höchstplatzierung | Wochen |
| ------------------------------ | ----------------- | ------ |
| Deutschland (GfK)              | 11 (23 Wo.)       | 23     |
| Österreich (Ö3)                | 15 (16 Wo.)       | 16     |
| Schweiz (IFPI)                 | 21 (12 Wo.)       | 12     |
| Vereinigte Staaten (Billboard) | 56 (5 Wo.)        | 5      |

| ChartsJahrescharts (1996) | Platzierung |
| ------------------------- | ----------- |
| Deutschland (GfK)         | 60          |

### Auszeichnungen für Musikverkäufe
| Land/Region     | Auszeichnungen für Musikverkäufe (Land/Region, Auszeichnung, Verkäufe) | Verkäufe |
| --------------- | ---------------------------------------------------------------------- | -------- |
| Finnland (IFPI) | Gold                                                                   | 20.147   |
| Insgesamt       | 1× Gold ·                                                              | 20.147   |